# Гурін Анатолій Олександрович
Анато́лій Олекса́ндрович Гу́рін (нар. 12 серпня 1926, Чулимський район, тепер Новосибірської області, Російська Федерація — 7 лютого 2017, місто Тростянець Сумської області) — український радянський діяч, залізничник, новатор виробництва, машиніст-інструктор локомотивних бригад депо станції Смородине Сумської області. Депутат Верховної Ради УРСР 7—8-го скликань.

## Біографія
Трудову діяльність розпочав під час німецько-радянської війни поїзним кочегаром. Працював помічником машиніста паровоза в колоні особливого резерву на фронтових залізницях.
З середини 1940-х років — машиніст паровоза, машиніст тепловоза, машиніст-інструктор локомотивних бригад депо станції Смородине міста Тростянець Сумської області. Обирався головою профспілки депо станції Смородине Південної залізниці.
У 1952 році почав водити одним паровозом по два залізничні состави. Доставив на станцію Ворожбу Сумської області поїзд вагою 4770 тонн. Бригаді машиністів Гуріна першій у депо було присвоєно звання колективу комуністичної праці. Мав 55-річний стаж роботи на залізниці.
Член КПРС.
Без відриву від виробництва закінчив вечірню школу, а у 1970 році — залізничний технікум.
Потім — на пенсії у місті Тростянці Сумської області. Після виходу на пенсію очолював Раду ветеранів локомотивного депо Смородине.

## Нагороди
- орден Леніна
- орден Жовтневої Революції (1971)
- медалі
- заслужений залізничник Української РСР
- почесний громадянин міста Тростянця Сумської області